# Got7
Got7 (кор. 갓세븐) — южнокорейский бойз-бенд, сформированный в 2014 году компанией JYP Entertainment. Коллектив состоит из 7 участников: Джей-Би (он же лидер), Марка, Джексона, Чинёна, Ён Чжэ, Бэмбэма и Югёма. Дебют состоялся в январе 2014 года с мини-альбомом Got It?. GOT7 получили много внимания благодаря своим выступлениям, содержащим элементы трикинга.
В год своего дебюта группа заключила контракт с Sony Music Entertainment и вскоре дебютировала в Японии с синглом «Around The World». Через месяц они вернулись в Корею и представили свой первый студийный альбом Identify, который занял вершины музыкальных чартов. В 2015 году GOT7 выпустили мини-альбомы Just Right и Mad; первый содержал в себе сингл «딱 좋아 (Just Right)», который стал самым успешным в их карьере. В 2016 году был выпущен первый японский студийный альбом Moriagatteyo, который попал в топ-3 Oricon Albums Chart. 21 марта был выпущен пятый корейский мини-альбом Flight Log: Departure, а 27 сентября — второй корейский студийный альбом Flight Log: Turbulence, оба заняли вершину альбомных чартов. В 2017 году они выпустили шестой мини-альбом Flight Log: Arrival, который стал завершением серии Flight Log. 17 октября был выпущен седьмой мини-альбом 7 for 7. Их восьмой мини-альбом Eyes on You, выпущенный 12 марта 2018 года, разошёлся тиражом более 300 тысяч копий.
По состоянию на январь 2021 года, Got7 выпустили четыре студийных альбома и одиннадцать мини-альбомов на территории Кореи, а также один студийный альбом и четыре мини-альбома на территории Японии. 19 января GOT7 покинули JYP, сохранив название группы и всю интеллектуальную собственность после ухода.

## Карьера

### 2012—2013: Предебют
В 2012 году Джей-Би и Джинён дебютировали в качестве актёров в дораме «Одержимые мечтой», а чуть позже как часть дуэта JJ Project с синглом «Bounce», пока Марк, Джексон, Бэм-Бэм и Югём впервые появились в четвёртом эпизоде реалити-шоу на выживание «Who is Next: WIN», которое вышло в эфир 6 сентября 2013 года. Ёнджэ стажировался семь месяцев, и стал единственным участником с самым коротким периодом стажёрства до дебюта.

### 2014: Дебют сGot It?,Got Love,IdentifyиAround The World
В январе 2014 года JYP Entertainment официально объявили о дебюте нового бойзбенда, состоящего из семи участников, три из которых не являются корейцами: Джексон из Гонконга, Марк из США и Бэм Бэм из Таиланда. Эта первая мужская группа компании спустя шесть лет с момента дебюта 2PM в 2008 году. GOT7 — это хип-хоп группа, использующая на выступлениях элементы различных боевых искусств, что делает его достаточно схожим с 2PM, которые пользуются подобными приёмами во время своих концертов. 20 января был выпущен их первый мини-альбом Got It?. Он смог достигнуть вершины мирового альбомного чарта Billboard и второй строчки Gaon Album Chart. 16 января группа совершила свой дебют на музыкальном шоу M! Countdown с синглом «Girls Girls Girls». Почти сразу после дебюта GOT7 подписали контракт с Sony Music Entertainment и провели шоукейс в Японии перед публикой в 9 тысяч человек.
23 июня был выпущен второй мини-альбом Got Love вместе с синглом «А», написанным и спродюсированным Пак Чин Ёном. Для своего камбэка группа сменила стиль на более свежий и яркий. В ноябре GOT7 выпустили свой первый студийный альбом Identify и музыкальное видео на главный сингл «Stop Stop It». Альбом дебютировал на вершине Gaon Album Chart, а сингл занял пиковую четвёртую строчку в Billboard World Digital Songs Chart. В октябре группа начала тур «GOT7 1st Japan Tour 2014» без официального дебюта в Японии. 22 октября они дебютировали в Японии с синглом «Around the World», который также включал в себя песню «So Lucky», написанную и спродюсированную участником 2PM Минджуном.

### 2015:Love Train,Just Right,Laugh Laugh LaughиMad
В январе 2015 года GOT7 победили в номинации «Новичок Года» на премиях Golden Disk Awards и Seoul Music Awards. В том же месяце группа запустила собственную дораму «Рыцарь Мечты», где в главной роли приняла участие известная корейская актриса Сон Хаён. Сюжет разворачивается вокруг девушки, которая с болью делится своей мечтой, любовью и дружбой с группой неизвестных парней. Дораму посмотрело почти 13 миллионов человек. Проект получил множество наград, включая «Лучшую Драму».
10 июня группа выпустила свой второй японский сингл «Love Train», который добрался до четвёртого места в сингловом чарте Oricon. Третий мини-альбом Just Right был выпущен 13 июля.
23 сентября был выпущен третий японский сингл «Laugh Laugh Laugh» вместе с би-сайд синглом «Be My Girl». В первую неделю было продано свыше 35 тысяч копий, что позволило ему дебютировать на первом месте в чарте Oricon.
Четвёртый мини-альбом Mad был выпущен в Южной Корее 29 сентября наряду с видеоклипом на сингл «If You Do». 23 ноября они выпустили своё первое переиздание Mad: Winter Edition, которое включало в себя три дополнительных трека: «Confession Song», «Everyday» и «To. Star».

### 2016-17:Flight Log: Departure,Fly Tour,Flight Log: Turbulence,Flight Log: Arrivalи7 For 7
3 февраля 2016 года GOT7 выпустили свой первый полноформатный японский студийный альбом под названием Moriagatteyo. Альбом занял второе место в чартах Oricon.
В альбом вошли 12 оригинальных японских песен. Он также включает в себя японские версии от каждого ведущего сингла из их корейских альбомов и альбомов. В частности, «Girls Girls Girls» из Got It?, «A» из Got Love, «Stop Stop It» Identify и «Just Right» из Just Right.
15 февраля GOT7 и TWICE стали моделями для NBA Style Korea. 21 марта был выпущен пятый мини-альбом Flight Log: Departure. 9 апреля группа попала в чарт Billboard Artist Chart на 45 место, став лишь вторыми корейскими артистами (после PSY), которые смогли попасть в данный рейтинг. 12 апреля была выпущена композиция «Home Run», в написании и продюсировании которой принял участие Джей-Би.
Тур Fly Tour был начат 29 апреля в Сеуле, и продолжился летом в Китае, Японии, Таиланде, Синагапуре и США; все шоу были полностью распроданы.
В июле группа стала лицом Est Cola для Таиланда. 27 сентября GOT7 выпустили свой второй полноформатный альбом Flight Log: Turbulence, который состоит из 13 песен, включая главный сингл «Hard Carry». 11 из 13 песен альбома были написаны и спродюсированы самими участниками. В Корее было продано свыше 200 тысяч копий пластинки, что позволило ей дебютировать на вершине мирового альбомного чарта Billboard, в США же было продано свыше 2 тысяч копий.
13 марта 2017 года состоялся релиз мини-альбома Flight Log: Arrival, который стал завершающим в трилогии группы. В тот же день состоялся релиз видеоклипа на главный сингл «Never Ever». 31 июля состоялся камбэк JJ Project с мини-альбомом VERSE 2. 9 октября состоялся релиз шестого мини-альбома 7 for 7.

### 2018—19:Eyes On You,Present: You, японские релизы,Spinning Top,Call My Name
9 марта 2018 года Got7 были выбраны как официальные послы Корейского Национального Пожарного Агентства. 12 марта группа вернулась на сцену с восьмым мини-альбомом Eyes on You. Сингл «Look» был спродюсирован и написан при участии Джей-Би, остальные участники также принимали участие в создании альбома. Спустя несколько часов после релиза «Look» взлетел на вершины главных музыкальных чартов Кореи, став самым успешным синглом Got7 с момента дебюта. Eyes on You стал № 1 в iTunes 20-ти стран, и стал № 1 в ежедневном альбомном чарте Hanteo.
С 4 мая стартовал мировой тур в Сеуле. Даты тура продолжались в течение всего лета, распродавая шоу в Азии, Европе, Северной и Южной Америке. Во время гастролей по Соединенным Штатам, Got7 стали первой корейской группой, которая выступила в Бруклинском Центре.
В течение мая и июня Got7 одновременно провели тур в Японии, а в их мировом турне под названием Got7 Japan Fan Connecting Hall Tour 2018: The New Era в поддержку своего японского сингла «The New Era», который был выпущен 20 июня. Сингл возглавил чарты Oricon, заняв номер один в чарте и на Billboard Japan.
17 сентября Got7 выпустили свой третий студийный альбом под названием Present: You. После выхода альбома заглавный трек «Lullaby» возглавил основные чарты в реальном времени в Корее. Present: You также разместился под № 1 в 25 странах в чартах альбомов iTunes. Во время продвижения альбома Got7 стали третьей мужской группой, которая провели шоу на Mnet через свой телевизионный канал, Facebook и YouTube. «GOT7 Comeback Show» вышел в эфир через два часа после выхода альбома.
30 января 2019 года Got7 выпустили свой третий мини-альбом I Won’t Let You Go, который дебютировал под номером № 1 в ежедневном альбомном чарте Oricon с предполагаемыми продажами 22 948 копий, удерживая позицию в течение всей недели и в конечном итоге возглавляя еженедельный альбомный чарт Oricon за неделю с 28 января по 3 февраля.
20 мая был выпущен четвёртый японский мини-альбом Spinning Top: Between Security & Unsecurity 20 мая. Затем они отправились в мировое турне с 15 июня по 26 октября. Во время своей североамериканской остановки Got7 появились на Today 26 июня, став первой корейской группой, выступившей на шоу.
31 июля был выпущен четвёртый японский мини-альбом Love Loop, который дебютировал на 2 месте в ежедневном альбомном чарте Oricon с 15 257 проданнами копиями, поднявшись на 1 строчку 3 августа. В ознаменование выпуска с 30 июля по 12 августа в Токио и Осаке был открыт специальный всплывающий магазин со специальным меню. Got7 провели тур Our Loop Tour с 30 июля по 18 августа. 4 ноября GOT7 выпустили десятый мини-альбом Call My Name.

### 2020—2022:DyeиBreath of Love: Last Piece
20 апреля 2020 года состоялся релиз одиннадцатого мини-альбома Dye. Из-за пандемии новой коронавирусной инфекции запланированные на 2020 год концерты пришлось отменить, а запись всех музыкальных программ во время промоушена проводилась без зрителей, чтобы обезопасить как поклонников, так и персонал. 23 ноября был выпущен предрелизный цифровой сингл «Breath», а неделю спустя, 30 ноября, состоялся релиз четвёртого студийного альбома Breath of Love: Last Piece.
23 декабря появилась информация о том, что Джинён собирается подписать контракт с BH Entertainment для актерской деятельности. Тем же временем JYP заявило, что переговоры о возобновлении контрактов идут со всеми участниками и точной информации они дать не могут. 6 января 2021 года появились слухи о том, что Югём также не собирается продлевать контракт с агентством, и после его истечения уйдёт в AOMG, компанию бывшего участника 2PM Джей Пака. 10 января корейский портал Dispatch сообщил, что никто из участников не стал возобновлять контракт с JYP и они уходят из агентства, чтобы каждый занимался сольной карьерой: Марк вернётся в Америку, где откроет YouTube-канал для индивидуального продвижения; Джей-Би продолжит сольную карьеру и ему уже поступило предложение от нескольких агентств; Джексон будет работать в Китае под своим лейблом Team Wang; Чжинён завершил переговоры с BH Entertainment; Ёнчжэ в стадии переговоров с Sublime Artist Agency; Бэм-Бэм продолжит работу как в Корее, так и в Таиланде, а Югём, как сообщалось ранее, подпишет контракт с AOMG. В тот же день группа выступила на Golden Disk Awards, что стало их последней на данный момент коллективной деятельностью. 11 января руководство JYP подтвердило, что все участники уходят из агентства. Также стало известно, что с 19 января (после истечения срока контрактов) права на название коллектива останутся у участников, и в дальнейшем они смогут продвигаться как Got7 даже без поддержки агентства.
19 февраля 2021 года Got7 опубликовали тизер предстоящего сингла под названием «Encore» на новом канале YouTube. Он был выпущен на следующий день.
Участники сосредоточились на сольной деятельности в течение следующего года; затем, 6 мая 2022 года, они представили новый логотип и запустили новые аккаунты в социальных сетях под лейблом Warner Music Korea.
23 мая 2022 года Got7 выпустили одноименным мини-альбом Got7.

## Участники
- Марк
- Джей-Би
- Джексон
- Джинён
- Ёнджэ
- Бэм-Бэм
- Югём

| Сценический псевдоним | Сценический псевдоним | Настоящее имя      | Настоящее имя         | Дата рождения | Позиция в группе                                |
| Основной              | Другой                | На русском         | Хангыль Тайский/Ханча | Дата рождения | Позиция в группе                                |
| --------------------- | --------------------- | ------------------ | --------------------- | ------------- | ----------------------------------------------- |
| Джей-Би               | Jay B                 | Лим Дже Бом        | 임재범                | 06.01.1994    | Лидер, главный вокалист, ведущий танцор, центр. |
| Марк                  | Mark                  | Дуань Иэнь         | 段宜恩                | 04.09.1993    | Ведущий рэпер, вижуал.                          |
| Джексон               | Jackson               | Ван Цзяэр          | 王嘉爾                | 28.03.1994    | Главный рэпер, ведущий танцор, лицо группы.     |
| Джинён                | Jinyoung              | Пак Джин Ён        | 박진영                | 22.09.1994    | Вокалист, вижуал, центр, лицо группы.           |
| Ёнджэ                 | Youngjae              | Чхве Ён Джэ        | 최영재                | 17.09.1996    | Главный вокалист.                               |
| Бэм-Бэм               | Bam-Bam               | Канпимук Бхувакуль | กันต์พิมุกต์ ภูวกุล          | 02.05.1997    | Рэпер.                                          |
| Югём                  | Yugyeom               | Ким Ю Гём          | 김유겸                | 17.11.1997    | Главный танцор, вокалист, макнэ.                |

## Дискография
| Корейские альбомы Студийные альбомы Identify (2014) Flight Log: Turbulence (2016) Present: You (2018) Breath of Love: Last Piece (2020) Мини-альбомы Got It? (2014) Got Love (2014) Just Right (2015) Mad (2015) Flight Log: Departure (2016) Flight Log: Arrival (2017) 7 for 7 (2017) Eyes on You (2018) Spinning Top (2019) Call My Name (2019) Dye (2020) Got7 (2022) | Японские альбомы Студийные альбомы Moriagatteyo (2016) Мини-альбомы Hey Yah (2014) Turn Up (2017) I Won’t Let You Go (2019) Love Loop (2019) |  |

## Туры

### Хэдлайнеры
- GOT7 1st Japan Tour 2014 (2014)
- GOT7 Japan Tour 2016 (2016)

### Мировые турне
- Fly Tour (2016)
- Eyes On You (2018)
- Keep Spinning (2019)

### Концерты
- JYP Nation Concert «One Mic» (2014)
- JYP Nation Concert «Mix & Match» (2016)

## Фильмография
| Год  | Название                         | Примечания  | Ссылка |
| ---- | -------------------------------- | ----------- | ------ |
| 2014 | I GOT7                           |             |        |
| 2014 | GOT7 now                         |             |        |
| 2014 | Real GOT7                        | YouTube шоу |        |
| 2014 | Real GOT7 season 2               | YouTube шоу |        |
| 2015 | Real GOT7 season 3               | YouTube шоу |        |
| 2016 | GOT7ing                          | V Live      | [ 80 ] |
| 2016 | GOT2DAY                          | YouTube шоу |        |
| 2016 | GOT2DAY 2016                     | YouTube шоу |        |
| 2016 | GOT7’s Hard Carry                | Mnet        | [ 81 ] |
| 2017 | GOT7ing+                         | V Live CH+  |        |
| 2017 | GOT7 Jackson Show                | V Live CH+  |        |
| 2017 | Real GOT7 season 4               | VLive       |        |
| 2017 | GOT7ing+: 7 for 7                | V Live CH+  |        |
| 2017 | IDOLity: GOT7’s TMI Lab          | Mnet        |        |
| 2017 | GOT7 X Happiness Train           | V Live      |        |
| 2018 | GOT7 Working EAT Holiday in Jeju | V Live      |        |
| 2018 | GOT7 X LieV                      | V Live      |        |
| 2018 | GOT7’s Hard Carry 2              | Mnet        |        |
| 2019 | GOT7’s Real Thai                 | XtvN        |        |

### Сериалы
| Год  | Название     | Канал.      | Участник.     |
| ---- | ------------ | ----------- | ------------- |
| 2015 | Рыцарь мечты | Youku Tudou | Все участники |